# Trdnjava Hisar
Trdnjava Hisor je ena najbolje ohranjenih zgodovinskih znamenitosti v Tadžikistanu. Stoji na vrhu hriba in je bila zgrajena pred približno 2500 leti. Skozi burno zgodovino regije je bila ta starodavna trdnjava priča številnim menjavam oblasti, večkrat porušena in ponovno zgrajena. Manj kot eno uro vožnje od Dušanbeja je zgodovinsko mesto Hisar.

## Zgodovina
Prve dejavnosti okoli trdnjave segajo vsaj v Ahemenidsko cesarstvo okoli leta 500 pr. n. št. in morda celo dlje. Takrat je bil Hisar najpomembnejše naselje v regiji. Tako je ostalo dolgo časa, medtem ko je bil Dušanbe le preprosta tržnica, dokler ni pred 100 leti postal glavno mesto.
Od svoje ustanovitve je trdnjava Hisar videla mnoge prihode in odhode cesarjev, emirjev in drugih vladarjev. Njena strateška lega v bližini svilne poti je nenehno zbujala zanimanje osvajalcev, od Mongolov do Arabcev. Legenda pravi, da je trdnjavo nekoč zavzel celo Aleksander Veliki, medtem ko je Buharski emir mesto uporabljal kot zimsko rezidenco. In na neki točki je bil Hisar dejansko neodvisen kanat. 
Kasneje so se na sceni pojavili Sovjeti, ki so poskušali razširiti svoje vplivno področje. Tedaj se je soočila z resnim uničenjem s strani Rdeče armade, in od prvotne trdnjave v resnici ni ostalo veliko. 
Skozi zgodovino so jo vedno znova rušili in obnavljali. Zaradi tega je arheologom težko določiti natančno starost trdnjave.
Podoba trdnjave Hisar je na bankovcu za 20 somonijev, kar dokazuje, kako pomembna je ta znamenitost v današnjem Tadžikistanu.

## Današnja trdnjava
Trenutno ima trdnjava vhodna vrata in utrjeno obzidje z več stavbami znotraj kompleksa. Trdnjava stoji na hribu blizu reke Khanaka. Zaradi strateškega položaja je v preteklosti postala idealen kraj za obrambo pred prihajajočimi sovražniki in zaščito karavan, ki so potovale po svilni poti.
Glavna vrata so najbolj vpadljiv del trdnjave in izvirajo iz 16. stoletja, čeprav so morda obstajala že v 5. stoletju. Medtem ko je ta obokan prehod še vedno večinoma originalen, so bile v zadnjih desetletjih izvedene številne prenove, da bi obnovili preostali del trdnjave. Rekonstruirano je bilo predvsem zunanje obzidje, da bi prikazali, kako je bila trdnjava videti v preteklosti.
Trdnjava je zaradi temeljitih prenov od 1980-ih dalje v dobrem stanju.
Notranjost lahko v bistvu razumemo kot prizadevanje za razvoj mesta v pravo turistično atrakcijo in nima veliko skupnega s prvotno zgodovinsko postavitvijo.

## Arheološki kompleks
Trdnjava je del večjega arheološkega kompleksa. V njegovi neposredni okolici je več starodavnih stavb, vključno z dvema medresama (verskimi šolami) in mošejo iz 8. stoletja.
Stara medresa je trenutno muzej. Ima osrednje dvorišče, ki ga obkrožajo nekdanje študentske sobe, v katerih so danes na ogled razstave o tadžikistanski kulturi in zgodovini. Nova medresa, ki je tik ob stari, ni odprta za obiskovalce.
Na drugi strani stare medrese so ostanki karavanseraja iz 18. stoletja – počivališča za popotnike/trgovce – ki namiguje na preteklost Hisarja kot trgovskega središča. Na žalost je bil karavansaraj delno razgrajen, ko so se Sovjeti odločili, da bodo njegove dele ponovno uporabili za izgradnjo gledališča v Dušanbeju.